# Spil (fruitteelt)

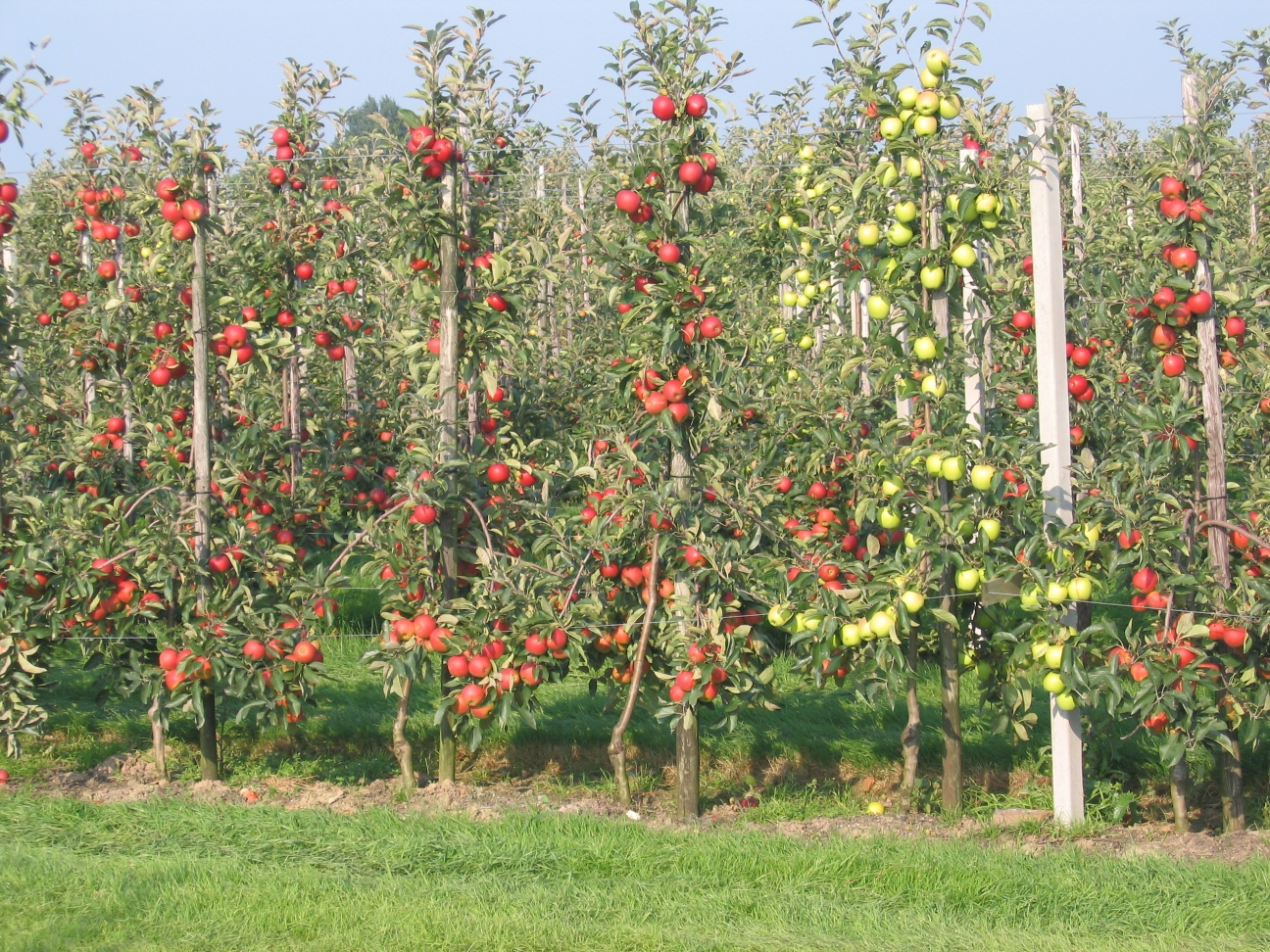
Appelbomen in de vorm van zogenaamde "spillen", in een boomgaard

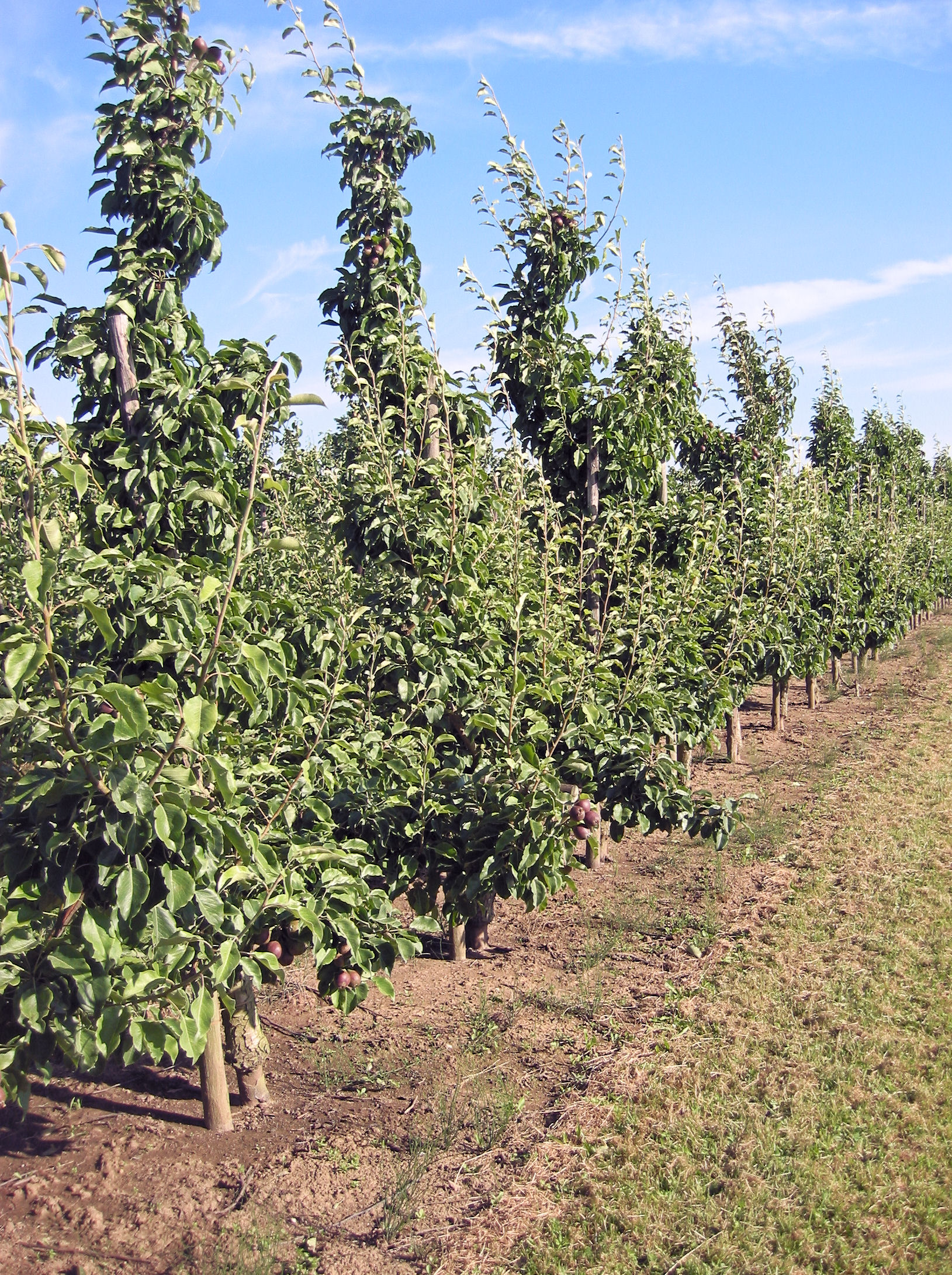
Perenbomen in de vorm van zogenaamde "spillen", in een boomgaard

Een spil in de fruitteelt is een in een bepaalde vorm gesnoeide boom, die bestaat uit een stam op een zwakke onderstam. Door deze onderstam wordt de groei in de hand gehouden. De boom is ongeveer 2,5 meter hoog, heeft een piramidale vorm en wordt 20 tot 30 jaar oud. De bomen moeten ondersteund worden door palen, die al of niet door ijzerdraden met elkaar verbonden zijn.
De stam is van laag tot hoog bezet met korte, vruchtdragende gesteltakken, die als ze worden uitgebogen zoveel mogelijk horizontaal groeien. De gesteltakken zitten in kransen van vier tot vijf takken. De kransen zitten 40 cm van elkaar. Door het uitbuigen van de takken gaat de boom al na twee tot drie jaar vrucht dragen.
Het fruit aan een spil is gemakkelijk te plukken omdat het laag zit, in tegenstelling tot fruit aan een hoogstamboom.